# Placa da Birmânia

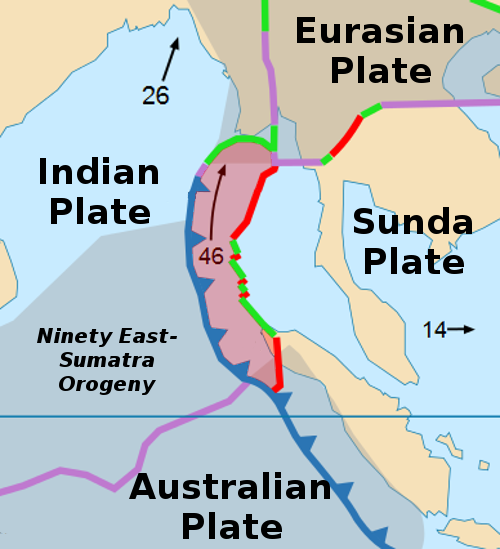
Placa da Birmânia

Placa da Birmânia é uma placa tectônica menor (ou microplaca) localizada no sudeste da Ásia, por vezes considerada uma parte da grande placa da Eurasiática. As Ilhas Andamão, Nicobar e o noroeste de Sumatra estão localizadas na placa. Tem uma área de 1,1 milhão de quilômetros quadrados.